# Ingrid Haringa
Ingrid Haringa, född den 11 juli 1964 i Velsen i Nederländerna, är en nederländsk tävlingscyklist och skridskoåkare som tog silver i cykelpoängloppet och brons i sprintloppet vid olympiska sommarspelen 1996 i Atlanta.